# Peter Dolfen
Peter James Dolfen (ur. 21 maja 1880 w Hartford, zm. 31 maja 1947 w East Longmeadow) – amerykański strzelec sportowy, medalista olimpijski.
Dolfen wziął udział w V Letnich Igrzyskach Olimpijskich w Sztokholmie w 1912 roku w trzech konkurencjach strzeleckich. W strzelaniu z pistoletu dowolnego z 50 metrów zdobył srebrny medal z wynikiem 474 punktów. W konkursie drużynowym w tej samej broni zdobył mistrzostwo olimpijskie. W strzelaniu z pistoletu pojedynkowego z 30 metrów zdobył 247 punktów i zdobył szesnaste miejsce, co było piątym wynikiem wśród zawodników amerykańskich.